# Тотем (фільм)
Тотем (англ. Totem) — американський фільм жахів 1999 року.

## Сюжет
Шестеро підлітків живуть спокійним життям, та несподівано потрапляють на занедбаний цвинтар, який охороняє кам'яний ідол Тотем і його віддані повелителі смерті. Підлітки стають учасниками жахливого ритуалу в результаті, якого троє з них стають жертвами, а троє вбивцями.

## У ролях
| Актор           | Роль             |
| --------------- | ---------------- |
| Джейсон Фаунт   | Пол Маглія       |
| Марісса Тейт    | Ельма Гровс      |
| Ерік В. Едвардс | Леонард Маккінні |
| Саша Спенсер    | Роз              |
| Тайлер Андерсон | Роберт Коул      |
| Алісія Лагано   | Тіна Грей        |